# Lifelines (Andrea Corr album)
Lifelines er det andet studiealbum af den irske sangerinde Andrea Corr. Det blev udgivet .d 29. maj 2011 som digitalt download og 30. maj påCD. Albummet består af coverversioner af sange fra The Velvet Underground, Kirsty MacColl, Harry Nilsson, Ron Sexsmith, Nick Drake, The Blue Nile og andre. Førstesinglen, "Tinseltown in the Rain", blev udgivet på iTunes Store d. 17. april 2011. Albummet var tilgængeligt på verdensplan via iTunes Storen er blev udgivet fysisk i Singapore, Brasilien og Australien.
Udover standard CD-udgaven og den digitale udgave blev albummet også også udgivet i en limited edition med en bonus-DVD, der indeholdte optagelser fra forskellige optrædener og interviews. For at promovere albummet optrådte Corr med sange fra det i London, Birmingham, Glasgow, Salford og Isle of Wight Festival 2011.

## Spor
| Nr. | Titel                          | Writer(s)                  | Længde |
| --- | ------------------------------ | -------------------------- | ------ |
| 1.  | "I'll Be Seeing You"           | Irving Kahal, Sammy Fain   | 2:31   |
| 2.  | "Pale Blue Eyes"               | Lou Reed                   | 6:08   |
| 3.  | "Blue Bayou"                   | Roy Orbison, Joe Melson    | 2:40   |
| 4.  | "From the Morning"             | Nick Drake                 | 3:19   |
| 5.  | "State of Independence"        | Vangelis, Jon Anderson     | 5:37   |
| 6.  | "No 9 Dream"                   | John Lennon                | 4:12   |
| 7.  | "Tinseltown in the Rain"       | Robert Bell, Paul Buchanan | 4:42   |
| 8.  | "They Don't Know"              | Kirsty MacColl             | 3:09   |
| 9.  | "Lifeline"                     | Harry Nilsson              | 3:26   |
| 10. | "Tomorrow in Her Eyes"         | Ron Sexsmith               | 2:36   |
| 11. | "Some Things Last a Long Time" | Jad Fair, Daniel Johnston  | 3:33   |

| 12. | "The Crystal Ship" | Jim Morrison, Ray Manzarek, John Densmore, Robby Krieger | 3:40 |

| 12. | "You've Got a Friend" | Carole King | 4:20 |

†Tilgængelig som download ved at bruge koden i deluxe-udgaven.

## Personel
- Andrea Corr - Vokal
- Kevin Armstrong - guitar
- Justin Adams - guitar
- Damien Dempsey - akustisk guitar
- Clare Kenny - bas
- John Reynolds - trommer, percussion
- Brian Eno - keyboard, baggrundsvokal (spor 2 og 5)
- Julian Wilson - keyboard, Hammondorgel
- Caroline Dale - cello
- James O'Grady - Uilleann pipes

### Yderligere personel
- Sinéad O'Connor - baggrundsvokal (spor 7)
- Lumiere

## Hitlister
| Hitliste (2011)          | Højeste placering |
| ------------------------ | ----------------- |
| Irish Albums Chart       | 40                |
| Irish Indie Albums Chart | 9                 |
| UK Albums Chart          | 48                |